# Eluveitie
Gli Eluveitie (pronuncia: [ɛlˈveɪti], dall'etrusco "l'elvetico") sono un gruppo musicale folk metal svizzero formato da Chrigel Glanzmann nell'inverno del 2002.
Il nome della band proviene da un'iscrizione etrusca trovata a Mantova e datata tra la fine del IV e l’inizio del III a.C., in cui sarebbe attestato l'etnico eluveitie, forma etrusca del celtico *(h)elvetios con il significato di “elvetico”.

## Storia del gruppo

### Gli inizi:VêneSpirit(2002-2005)
Il gruppo è formato dal frontman, cantante e polistrumentista Chrigel Glanzmann nell'inverno 2002-2003 inizialmente solo come studio project. Riguardo al motivo del nome "Eluveitie", Glanzmann ha spiegato in un'intervista nel 2017:
Il primo demo, Vên, viene registrato nella primavera 2003. Il MCD riceve un responso molto positivo da parte della critica e del pubblico e in pochi mesi tutte le copie stampate vengono esaurite. Nel 2004 gli Eluveitie firmano un contratto con l'etichetta olandese Fear Dark Records, la quale pubblica una versione di Vên rimasterizzata, e in parte riregistrata, e continua come band a tutti gli effetti, suonando concerti assieme a gruppi come Finntroll, Amon Amarth, Korpiklaani, Ensiferum e molti altri suonando in giro per l'Europa e a molti festival.

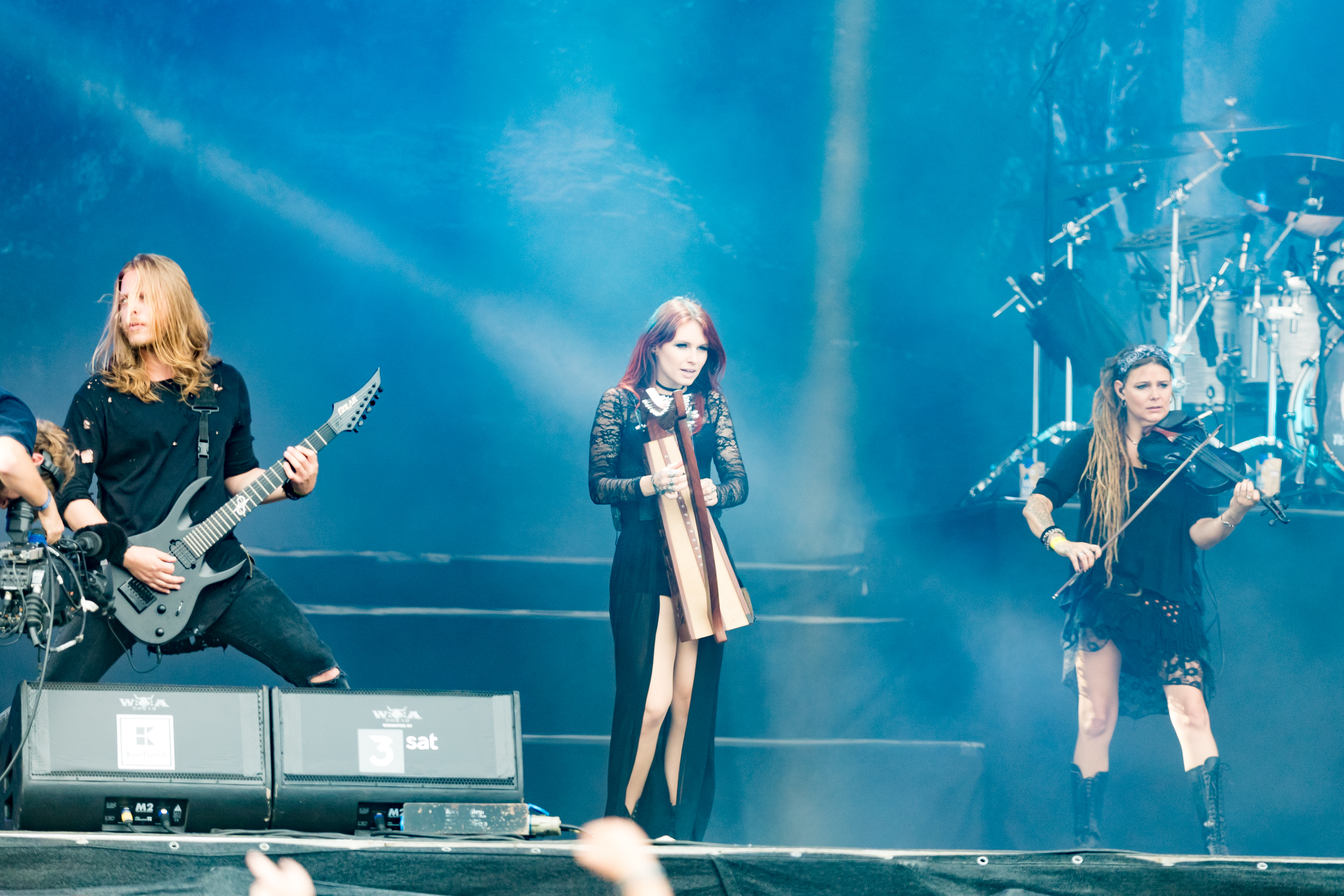
Jonas Wolf, Fabienne Erni e Nicole Ansperger al Wacken Open Air 2019

Nonostante alcune defezioni, la band entra in studio verso la fine del 2005 e registra l'album di debutto Spirit, pubblicato per la Fear Dark Records. Un videoclip per la canzone Of Fire, Wind & Wisdom viene girato durante l'estate 2006 e diretto da Martin Schäppi, Merlin Sutter e Chrigel Glanzmann. L'album viene apprezzato per la commistione riuscita tra musica folk, melodic death metal e folk metal.
L'album si rivela un gran successo e la band suona parecchio dal vivo e partecipa ad importanti festival come il Graspop Metal Meeting in Belgio e il Summer Breeze Open Air in Germania. Intanto gli Eluveitie iniziano a lavorare sul nuovo materiale per il secondo album.

### Il successo:Slania(2006-2008)
Nell'autunno 2007 il secondo album viene registrato tra diversi studi in Svezia, Svizzera e Liechtenstein e prodotto, missato e masterizzato da Jens Bogren (già con Amon Amarth e Opeth ai Fascination Street Studios di Örebro, in Svezia).
A dicembre 2007 iniziano a circolare le prime informazioni sul nuovo album, intitolato Slania. A gennaio 2008 viene pubblicata su MySpace la canzone Inis Mona e a febbraio, una settimana prima della pubblicazione, viene reso disponibile interamente in streaming. Per Inis Mona viene girato un videoclip girato e diretto nuovamente da Martin Schäppi e Merlin Sutter. Slania è il disco della consacrazione della band, la quale si dimostra sempre più matura musicalmente e conferma ancora maggiormente il connubio tra musica folk e metal.

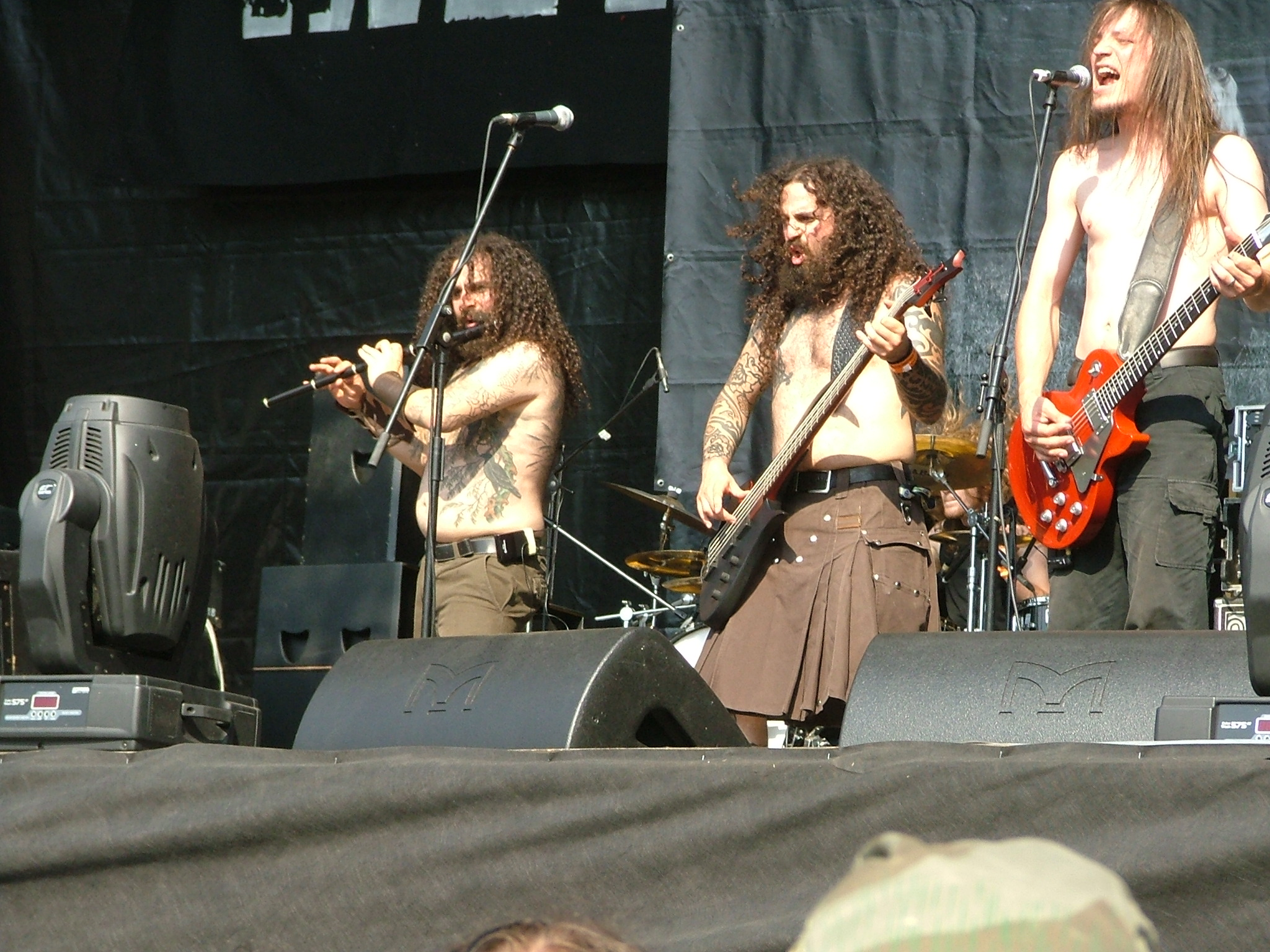
Sevan Kirder, Rafi Kirder e Sime Koch al Metalcamp, agosto 2007.

Per la Twilight Records vengono ripubblicati nel tardo autunno 2007 il disco di debutto Spirit e nella primavera 2008 Vên.
L'album esce in Germania, Svizzera ed Austria il 15 febbraio 2008, nel resto d'Europa il 18 febbraio e negli Stati Uniti l'11 marzo. Sempre a marzo viene pubblicato il video di Inis Mona.
L'album riscuote un gran successo, superiore al precedente, e alla band arrivano offerte da diverse etichette discografiche metal. Il 14 novembre 2007 viene firmato il contratto con la Nuclear Blast per la pubblicazione del terzo album.
Tra novembre e dicembre 2007 vengono confermate le apparizioni alle edizioni 2008 del Bloodstock Open Air Festival e al Summer Breeze Open Air. Ad aprile 2008 la band parte per il "Paganfest America Tour" assieme a Ensiferum. Turisas e Týr. Sempre a gennaio viene confermata la presenza della band all'edizione 2008 del Metal Camp. L'esibizione viene registrata e viene pubblicata sotto forma di Live @ Metalcamp 2008 in edizione limitata a 500 copie. Ad aprile partecipano alla decima edizione del New England Metal and Hardcore Festival.
Slania entra nelle classifiche in Svizzera alla posizione numero 35 e in Germania alla posizione numero 72 e per tutto il 2008 il gruppo è impegnato in tour e ai più grandi festival estivi europei così come in due tour negli Stati Uniti e in Canada e tre tour europei in Europa in soli 12 mesi.

### Evocation I(2008-2012)
A giugno 2008 i fratelli Rafi e Sevan Kirder lasciano la band per "motivi personali". A luglio vengono annunciati i sostituti: Päde Kistler e Kay Brem. A detta di Anna Murphy con la defezione dei fratelli Kirder: 
In estate la band parte per il tour dei Kataklysm, accompagnati da Keep of Kalessin e Dying Fetus. Ad ottobre-novembre partono per il "Heidenfest Tour 2008" assieme a Primordial, Equilibrium e Catamenia.

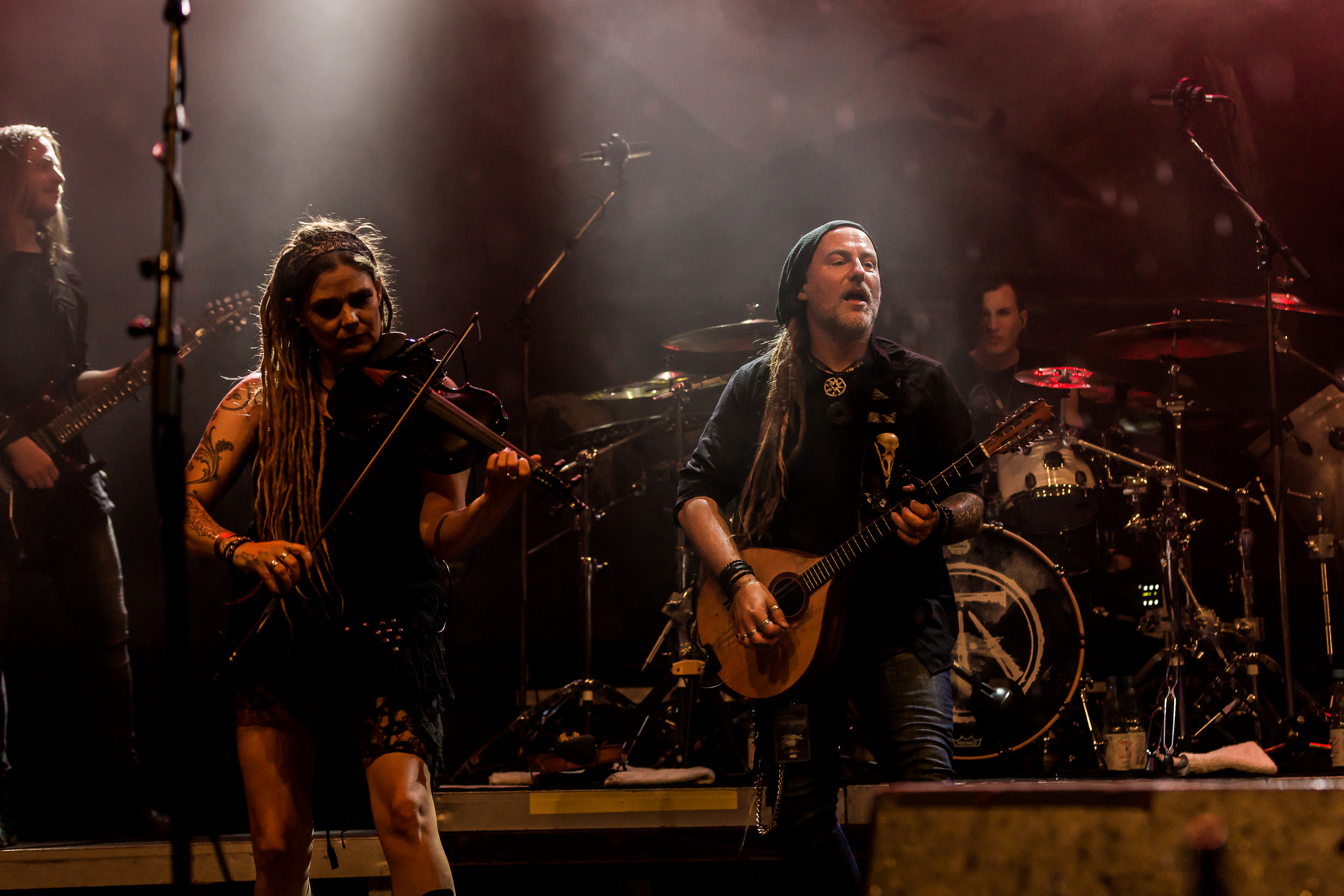
Jonas Wolf, Nicole Ansperger, Chrigel Glanzmann e Alain Ackermann al Metal Frenzy 2019

A dicembre 2008 entrano in studio per registrare il terzo album e prima parte di una saga di due episodi, Evocation I: The Arcane Dominion, che esce ad aprile 2009. Il disco è interamente acustico, i testi sono scritti in lingua gallica e la voce principale è Anna Murphy (il growl di Chrigel Glanzmann è assente e compare sporadicamente con un cantato pulito). Questo improvviso cambio di stile divide i fans e la critica tra chi avrebbe preferito un album sulla scia del precedente Slania e tra chi ha apprezzato l'esperimento. Il disco raggiunge nelle classifiche la posizione numero 20 in Svizzera e numero 60 in Germania. Dall'album viene estratta la canzone Omnos come singolo, per la quale viene girato un videoclip.
A settembre 2009 entrano in studio per iniziare le registrazioni del quarto album. La seconda parte Everything Remains (As It Never Was) esce il 19 febbraio 2010 e sancisce il ritorno a sonorità metal dopo un album folk acustico.
L'11 e il 12 dicembre 2009 il gruppo ha suonato per intero l'album assieme a pezzi acustici e altri pezzi degli album precedenti al Bad Bonn Club di Düdingen. Anche alle date francesi di Nantes (18 dicembre) e Limoges (19 dicembre) vengono suonati alcuni pezzi dall'album.
Il video di Thousandfold è stato reso pubblico il 23 dicembre 2009, mentre per il singolo viene indetto un concorso per i fan per realizzare la copertina. Il 27 gennaio 2010 viene pubblicata su MySpace un'altra canzone dell'album, Kingdom Come Undone.
Assieme a Finntroll, Dornereich, Varg e Arkona hanno preso parte all'edizione 2010 del Paganfest. Il 7 febbraio la band ha partecipato all'Alcheringa Xtreme Festival di Guwahati, suonando per la prima volta in India. Il 26 marzo la band ha partecipato al Rocking Chair Festival a Vevey, in Svizzera mentre ad aprile ha avuto inizio il tour in USA e Canada al quale hanno preso parte anche Amon Amarth e Holy Grail. In alcune date erano presenti anche i Fear Factory mentre in altre gli Eluveitie hanno suonato da headliner al posto degli Amon Amarth.

### Helvetiose l'abbandono di Meri Tadić (2012-2013)
La band, in seguito, ha annunciato la pubblicazione del quinto album, intitolato Helvetios, uscito il 10 febbraio sul mercato europeo e il 28 febbraio su quello nordamericano.
Durante un'invervista per Metal Blast, Chrigel Glanzmann rivela di avere già del materiale per un eventuale Evocation II, seguito ideale dell'album acustico del 2009.
Il 26 gennaio 2013 Anna Murphy lascia l'Helvetios World Tour in Sud America per motivi di salute, tornando in Svizzera, mentre la band continua il tour senza di lei annunciando, il 23 agosto, l'inizio dei lavori in corso per il nuovo album.
(Chrigel Glanzmann)
L'11 dicembre viene reso noto l'abbandono della violinista Meri Tadić, dopo undici anni, venendo sostituita da Nicole Ansperger. Chriegell Glanzmann, in un'intervista per Rock Overdose, spiega l'abbandono di Meri per motivi personali, raccontando la difficile ricerca di un sostituto con il nuovo album ormai alle porte e lodando la maestria di Nicole nell'apprendere in tempi record i nuovi brani del gruppo.

### Origins(2014)

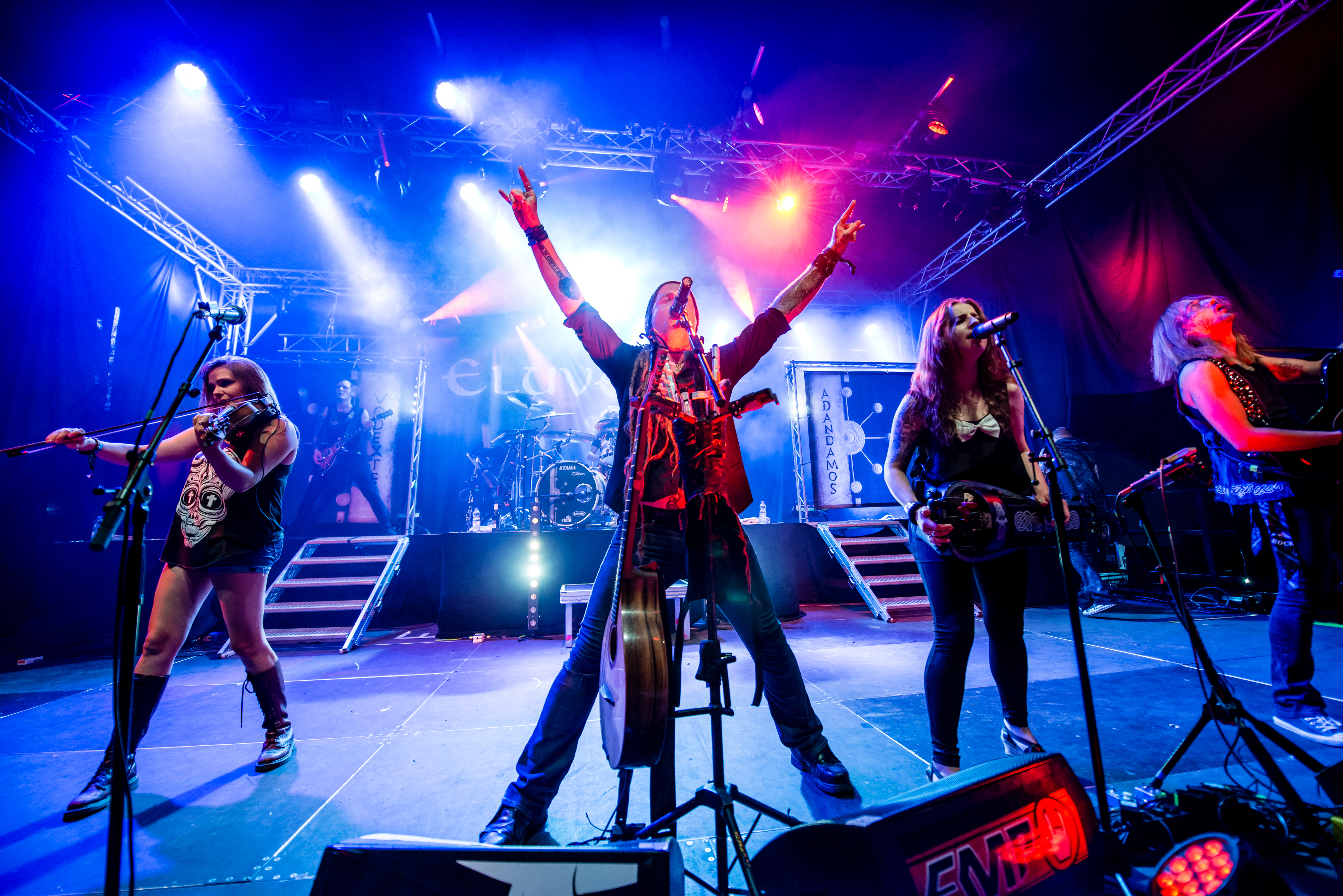
Gli Eluveitie al Dong Open Air 2015

Nel marzo del 2014 la band vince il premio per la miglior performance live agli Swiss Music Awards annunciando, tra aprile e maggio, il nuovo tour europeo assieme ad Arkona e Skálmöld e la pubblicazione di un nuovo album, la cui copertina viene realizzata da Glanzmann stesso, che tratterà principalmente di mitologia gallica.
Origins viene pubblicato nell'agosto 2014, preceduto di un mese dal singolo King.
il 20 novembre 2014 la band annuncia la sostituzione del poli-strumentista Päde Kistler con l'italiano Matteo Sisti, proveniente dai Krampus.

### Cambio di formazione edEvocation II(2015-2017)
Il 3 agosto 2015, la band ha annunciato l'uscita della violinista Nicole Ansperger a causa della sua situazione familiare che, come lei ha descritto, « [...] rende impossibile per me seguire la mia band costantemente». La violinista israeliana Shir-ran Yinon si è unita al gruppo in tour come sostituta, dopo un provino aperto a cui aveva presentato un video.
Il 5 maggio 2016 Anna Murphy e Ivo Henzi lasciano la band dopo l'espulsione di Merlin Sutter dal gruppo. I tre ex componenti formarono i Cellar Darling.
Nel mese di settembre 2016, gli Eluveitie hanno annunciato su Facebook che sono iniziati i lavori sulla seconda parte di Evocation I: The Arcane Dominion, intitolato Evocation II.
Il 5 gennaio, la band ha rivelato tramite il suo sito la nuova formazione completa, con 4 membri nuovi ed un ritorno: Nicole Ansperger (violino), Alain Ackermann (batteria), Jonas Wolf (chitarra), Michalina Malisz (ghironda), e Fabienne Erni (mandola, arpa celtica, voce).
Il 9 giugno il gruppo fissa la data di uscita di Evocation II: Pantheon al 18 agosto 2017, mentre il mese successivo, il 4 luglio, viene distribuito il singolo, e il relativo video, Epona.

### Ategnatos(2017-presente)
Il 15 ottobre del 2017, il gruppo ha annunciato nel profilo Facebook la pubblicazione di un nuovo singolo, Rebirth, assieme alla registrazione di un nuovo album in studio. Le sessioni sono iniziate ad ottobre dell'anno seguente: l'album, Ategnatos, è stato annunciato nel profilo Instagram del gruppo ed è uscito il 5 aprile 2019, anticipato da due singoli. Nel 2020 il chitarrista Jonas Wolf e la cantante e arpista Fabienne Erni formano una propria band, gli Illumishade, rimanendo comunque attivi anche nei propri ruoli all'interno degli Eluveitie.
Nel 2022 vengono pubblicati i singoli Aidus ed Exile of the Gods, accompagnati dai rispettivi video ufficiali.

## Stile e influenze

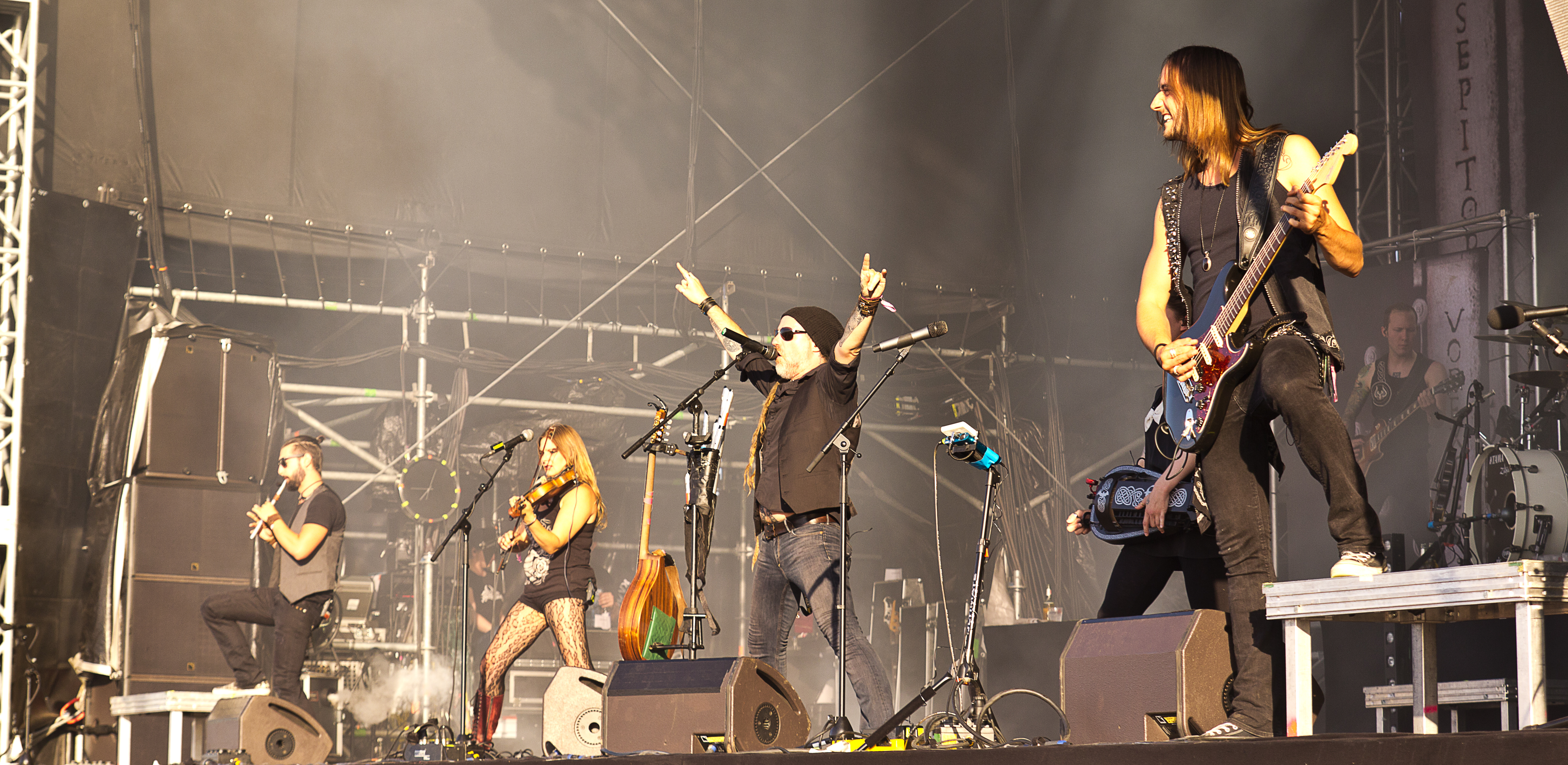
Gli Eluveitie al Rockharz Open Air 2015

La musica degli Eluveitie è "musica tradizionale folk celtica combinata con il melodic death metal, influenzata dal classico Gothenburg sound". Altre influenze vengono dal black metal. Il gruppo definisce il suo stile con il termine New Wave of Folk Metal, definizione stilistica in origine scherzosa secondo lo stesso cantante.
Alcune canzoni, come ad esempio Siraxta, Slania's Song o Omnos, sono scritte in lingua gallica. Per i testi in gallico la band si affida a David Stipfer, insegnante all'Università di Vienna.
Come influenze citano Moonsorrow, Ásmegin, Månegarm e Dark Tranquillity. Altri sono gli At the Gates, la musica folk celtica, band della Britannia, Irlanda, e la vecchia musica folk della Svizzera.

## Formazione

### Formazione attuale
- Chrigel Glanzmann - voce, mandolino, flauto traverso, whistle, cornamusa, gaita, chitarra acustica, bodhrán (2002-presente)
- Kay Brem - basso (2008-presente)
- Rafael Salzmann - chitarra elettrica (2012-presente)
- Matteo Sisti - cornamusa, flauto, whistle (2014-presente)
- Nicole Ansperger - violino (2013-2015; 2017-presente)
- Alain Ackermann - batteria (2017-presente)
- Jonas Wolf - chitarra elettrica (2017-presente)
- Annie Riediger - ghironda (2022-presente)
- Fabienne Erni - voce, arpa celtica, mandola (2017-presente)

### Ex componenti
- Linda Suter - fiddle (2003-2004)
- Ivo Henzi - chitarra elettrica (2004-2016)
- Anna Murphy - ghironda, voce (2006-2016)
- Merlin Sutter - batteria (2004-2016)
- Meri Tadić - violino, voce (2003-2013)
- Sarah Kiener - ghironda (2004-2006)
- Dani Fürer - chitarra elettrica (2003-2004)
- Simeon Koch - chitarra elettrica (2004-2014)
- Dide Marfurt - ghironda (2003-2004)
- Sevi Binder - voce (2004-2006)
- Sevan Kirder - cornamusa, flauto, whistle (2003-2008)
- Rafi Kirder - basso (2004-2008)
- Päde Kistler - cornamusa, flauto, whistle (2009-2014)
- Michalina Malisz - ghironda (2017-2022)

## Discografia

### Album in studio
- 2006 – Spirit
- 2008 – Slania
- 2009 – Evocation I: The Arcane Dominion
- 2010 – Everything Remains (As It Never Was)
- 2012 – Helvetios
- 2014 – Origins
- 2017 – Evocation II: Pantheon
- 2019 – Ategnatos
- 2025 – ÀNV

### Album dal vivo
- 2008 – Live @ Metalcamp 2008
- 2021 – Live at Masters of Rock

### Raccolte
- 2009 – [[Slania/Evocation I –

The Arcane Metal Hammer Edition]]
- 2012 – The Early Years
- 2013 – Best Of

### EP
- 2004 – Vên